# Direction principale des programmes spéciaux du président de la fédération de Russie
La Direction principale des programmes spéciaux du président de la fédération de Russie (russe : Главное управление специальных программ Президента Российской Федерации), abrégé en (GUSP) est une agence exécutive fédérale qui exerce des fonctions pour assurer l'exercice de l'autorité du président de la fédération de Russie dans le domaine de la formation à la mobilisation et de la mobilisation dans la fédération de Russie. L'étendue de leur compétence est décrite dans la loi fédérale "sur la préparation de la mobilisation et la mobilisation dans la fédération de Russie".

## Histoire
Créé à l'origine le 6 janvier 1977, en tant que cinquième département du département des affaires du conseil des ministres de la république socialiste fédérative soviétique de Russie (RSFSR) par décision du Conseil des ministres de la RSFSR.
La tâche principale confiée à la cinquième direction était d'agir en tant que client dans la construction de nouvelles structures, dans la modernisation et la reconstruction des structures gouvernementales existantes (bâtiments et sites) du conseil des ministres de la RSFSR, en les maintenant en permanence prêtes. pour une utilisation immédiate, et dans la coordination des activités des ministères et des départements pour maintenir les points de contrôle existants (sites) et superviser la construction de nouveaux points de contrôle de rechange de la fédération de Russie, ainsi que les conseils méthodologiques sur les questions de maintien de l'état de préparation du contrôle des réserves postes dans la RSFSR. En outre, depuis 1991, la cinquième direction s'est vu confier les responsabilités fonctionnelles d'organisation et de formation à la mobilisation pour le département des affaires du conseil des ministres de la RSFSR, et depuis janvier 1992, l'administration du président et du gouvernement de la fédération Russe.
Par décret du président de la fédération de Russie du 5 août 1991, n ° 32, le cinquième département a été intégré à l'administration du président de la RSFSR,  et depuis le 24 septembre 1992, par le président de la RSFSR, elle a été transformée en direction de la planification et de la mise en œuvre des programmes spéciaux de l'administration du président de la fédération de Russie. 
Par décret du président de la fédération de Russie du 5 janvier 1994, le bureau de planification et de mise en œuvre des programmes spéciaux de l'administration du président de la fédération de Russie a été transformé en direction principale des programmes spéciaux du président de la fédération de Russie. Cette nouvelle agence d'État a réuni non seulement les unités qui assurent la préparation d'une base de mobilisation documentée, mais également un système d'installations spéciales. La Direction générale, en tant qu'unité structurelle, faisait partie de l'administration du président de la fédération de Russie.
Conformément au décret du président de la fédération de Russie du 30 avril 1998, n° 483 "sur la structure des organes exécutifs fédéraux", la direction principale a été attribuée aux organes exécutifs fédéraux, dont les activités sont directement gérées par le président de la fédération de Russie.
Conformément à l'article 32 de la loi constitutionnelle fédérale du 17 décembre 1997 n° 2-FKZ "sur le gouvernement de la fédération de Russie", décret présidentiel n° 1146 du 7 septembre 2004 "Questions de la direction principale des programmes spéciaux du président de la fédération de Russie" a approuvé le Règlement de la Direction principale.

## Responsabilités
Sous la direction de la personne nommée par le président Alexander Leonidovich Linets depuis le 7 avril 2015,  le GUSP est responsable de :
- Apporter au président de la fédération de Russie et au gouvernement de la fédération de Russie des projets d'actes normatifs sur des questions liées au domaine d'activité établi de l'agence[1] ;
- Préparer pour le président de la fédération de Russie un rapport annuel consolidé sur l'état de préparation à la mobilisation de la fédération de Russie[1] ;
- Exercer de manière indépendante une réglementation juridique sur des questions liées au domaine d'activité établi de l'agence, à l'exception des questions dont la réglementation juridique est réglementée par d'autres organes fédéraux [1];
- Élaborer des mesures pour garantir que les organes de l'État et l'administration présidentielle de la fédération de Russie continuent de fonctionner en temps de guerre, en assurant le fonctionnement coordonné et l'interaction des organes de l'État dans le domaine de la formation à la mobilisation et de la mobilisation[1] ;
- Fournir un appui méthodologique pour la formation à la mobilisation et la mobilisation des organes de l'État, pour l'élaboration et la diffusion des documents méthodologiques nécessaires, la conduite d'exercices de mobilisation et de formation[1] ;
- Organiser l'élaboration et la maintenance des documents de mobilisation du président de la fédération de Russie et de l'administration du président de la fédération de Russie[1] ;
- Assurer la préparation du système de notification des organes de l'État, le bon fonctionnement du centre d'alerte de l'administration présidentielle de la fédération de Russie, ainsi que le soutien méthodologique et la préparation technique du système de notification du personnel du gouvernement de la fédération de Russie[1] ;
- Organiser et maintenir la préparation des installations spéciales pour une utilisation d'urgence immédiate, leur reconstruction et leur rééquipement technique, ainsi que la construction de nouvelles installations[1] ;
- Assurer les activités des organes de l'Etat dans le processus de fonctionnement de leurs postes de contrôle de réserve (urgence/guerre)[1] ;
- Organiser conformément aux procédures établies, l'enregistrement militaire pour la période de mobilisation et de guerre pour les employés des plus hautes autorités de l'Éta[1]t ;
- Réaliser les appels d'offres et la conclusion de contrats d'État pour la passation de commandes pour la fourniture de biens, l'exécution de travaux, la prestation de services, ainsi que pour la réalisation de travaux de recherche, de développement et de technologie pour les besoins de l'État dans l'agence établie champs d'activité[1];
- Exercer les pouvoirs du propriétaire relativement à la propriété fédérale nécessaires pour assurer l'exercice de ses propres fonctions[1] ;
- Offrir sa propre formation à la mobilisation[1] ;
- Fournir du personnel[1];
- Établir les procédures de travail avec les documents classifiés du GUSP, effectuer, conformément à la législation de la fédération de Russie, l'acquisition, le stockage, la comptabilité et l'utilisation des documents d'archives[1] ;
- Assurer les fonctions d'administrateur principal des fonds fédéraux prévus pour le maintien du GUSP et la mise en œuvre des fonctions qui lui sont assignées, etc[1].

## Direction de l'agence
- Vasily Alexeïevitch Frolov (1994  –  1998)
- Viktor Mikhaïlovitch Zorine (1998  –  2000)
- Alexandre Vassilievitch Tsarenko (2000  –  31 octobre 2011)
- Dmitry Alekseevich Ryzhkov (31 octobre 2011  –  10 mars 2014)
- Vladislav Vladimirovitch Menshchikov (18 mars 2014  –  7 avril 2015)
- Alexander Leonidovich Linets (depuis le 7 avril 2015)